# Kleingebiet Pilisvörösvár
Das Kleingebiet Pilisvörösvár (ungarisch Pilisvörösvári kistérség) war bis Ende 2012 eine ungarische Verwaltungseinheit (LAU 1) im Nordwesten des Komitats Pest in Mittelungarn. Der Südosten des Kleingebiets (mit den Ortschaften Solymár und Üröm) tangierte die ungarische Hauptstadt Budapest. Im Zuge der Verwaltungsreform wurden 9 der 14 Ortschaften Anfang 2013 in den nachfolgenden Kreis Pilisvörösvár (ungarisch Pilisvörösvári járás) übernommen, 5 Ortschaften gelangten in den südlich gelegenen und neu geschaffenen Kreis Budakeszi (ungarisch Budakeszi járás).
Ende 2012 lebten auf einer Fläche von 245,42 km² 66.748 Einwohner. Die Bevölkerungsdichte von 280 Einwohnern/km² lag über der des Komitats.
Der Verwaltungssitz befand sich in der Stadt Pilisvörösvár (13.838 Ew.), Zsámbék (5.199 Ew.) besaß ebenso das Stadtrecht. Drei Großgemeinden hatten jeweils mehr als 6.000 Einwohner: Solymár, Piliscsaba und Nagykovácsi. Diese hatten zusammen mit den 9 Gemeinden (ungarisch község) eine durchschnittliche Einwohnerzahl von 4.143 (auf je 15,62 km²). 

## Ortschaften
Die folgenden Ortschaften gehörten zum Kleingebiet Pilisvörösvár (in Klammern Einwohnerzahlen für 2016):
- Nagykovácsi (6.912)
- Perbál (2.078)
- Pilisborosjenő (3.481)
- Piliscsaba (7.950)
- Pilisjászfalu (1.571)
- Pilisszántó (2.865)
- Pilisszentiván (4.165)
- Pilisvörösvár (13.838)
- Remeteszőlős (755)
- Solymár (9.901)
- Tinnye (1.604)
- Tök (1.338)
- Üröm (7.091)
- Zsámbék (5.199)

Pilicsaba erhielt Mitte 2013 das Stadtrecht.